# Église Saint-Maurice de Rougeries
L'église Saint-Maurice de Rougeries est une église située à Rougeries, en France.

## Localisation
L'église est située sur la commune de Rougeries, dans le département de l'Aisne.

## Historique

### Galerie

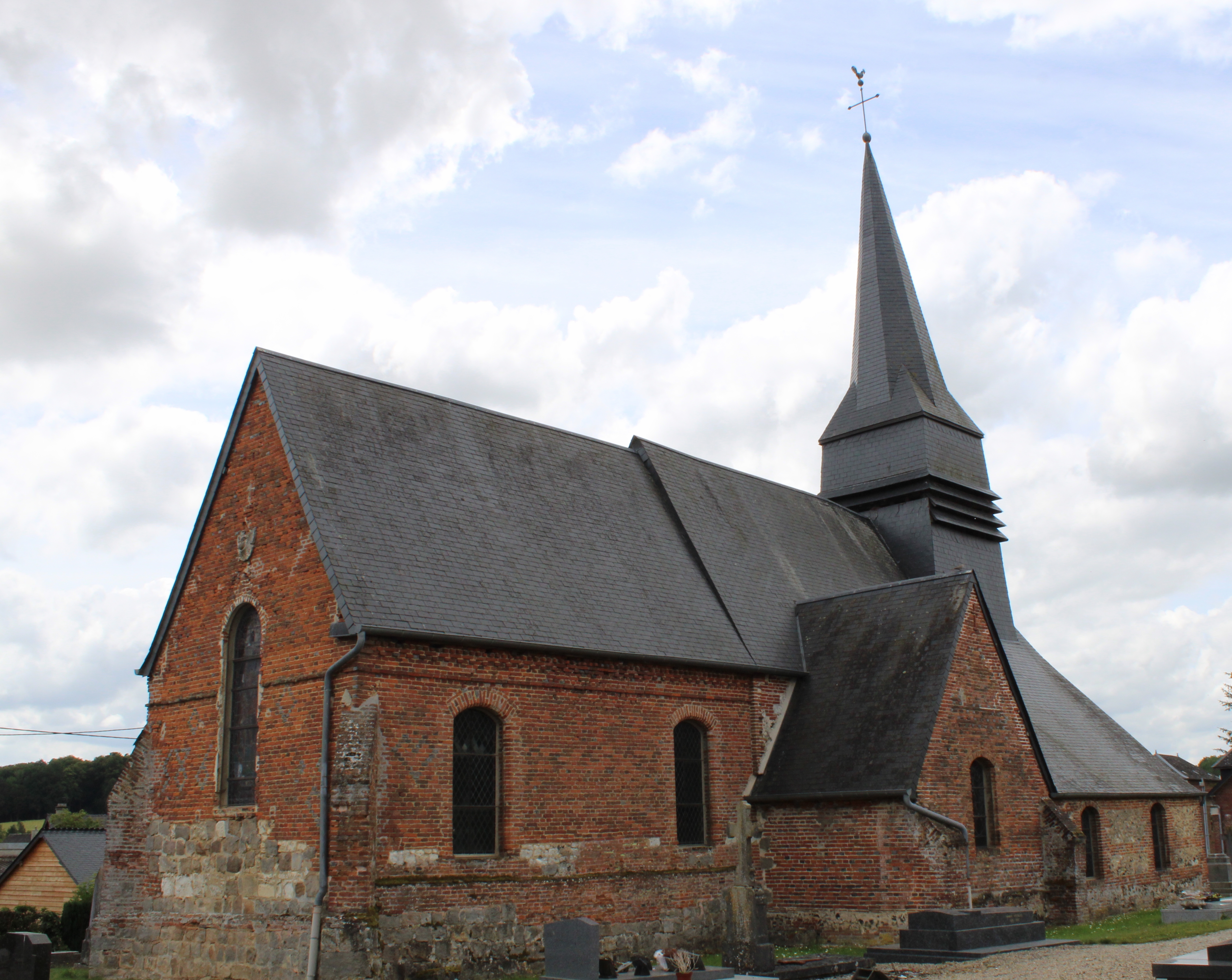
Vue de l'église.
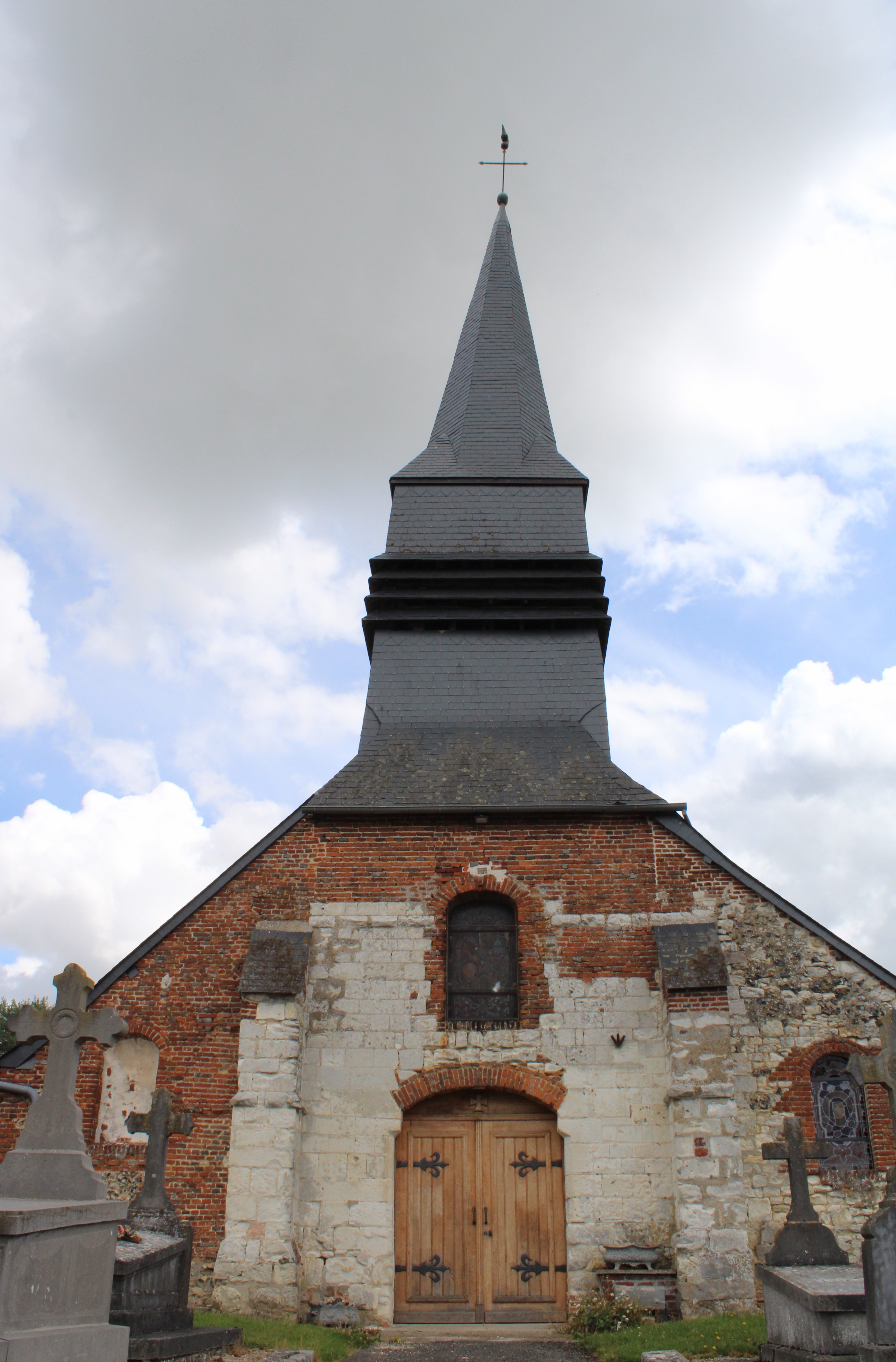
Façade de l'église en pierre calcaire et brique.
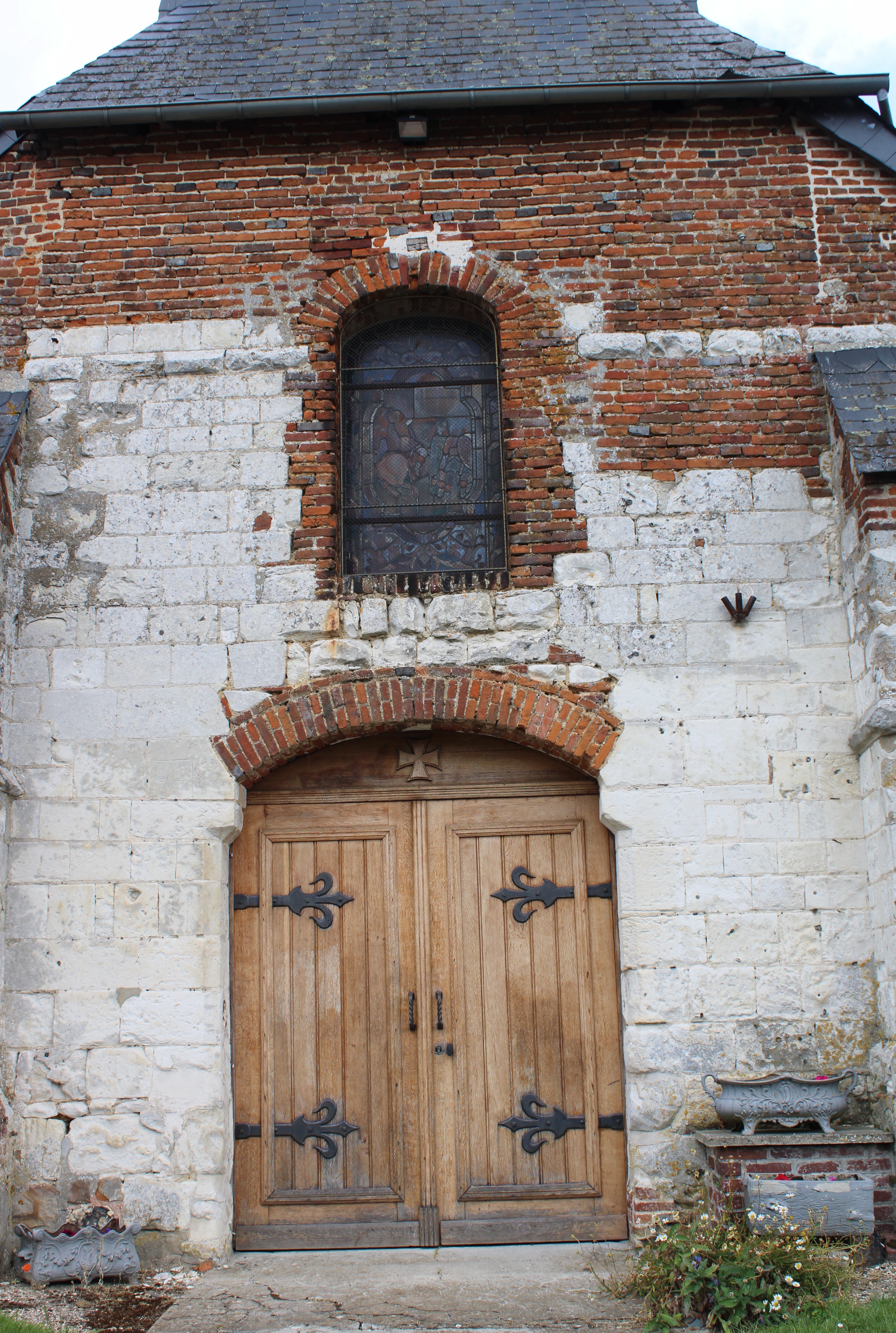
Détail du porche.
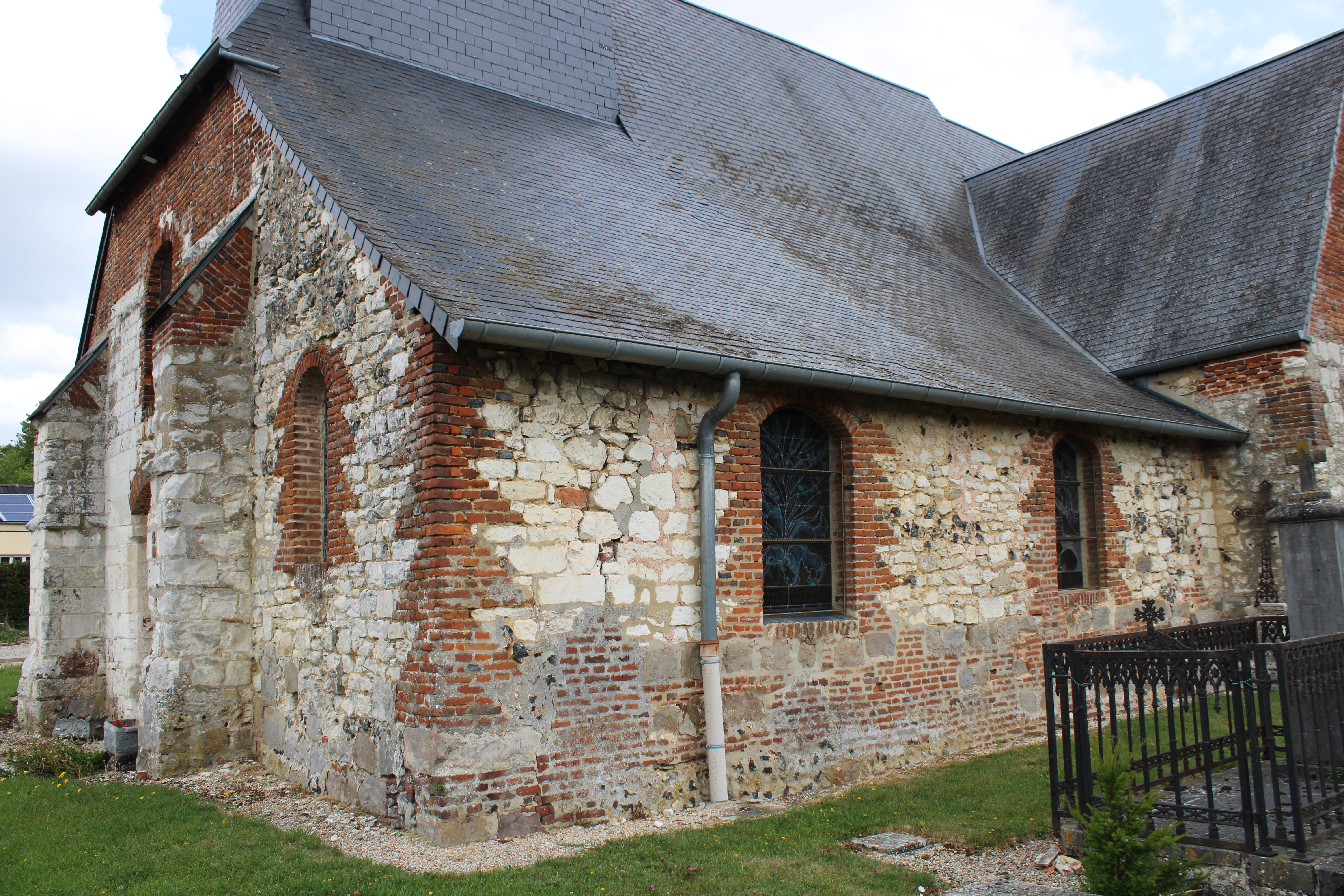
Le chœur qui porte les nombreuses traces de remaniements au cours des siècles.
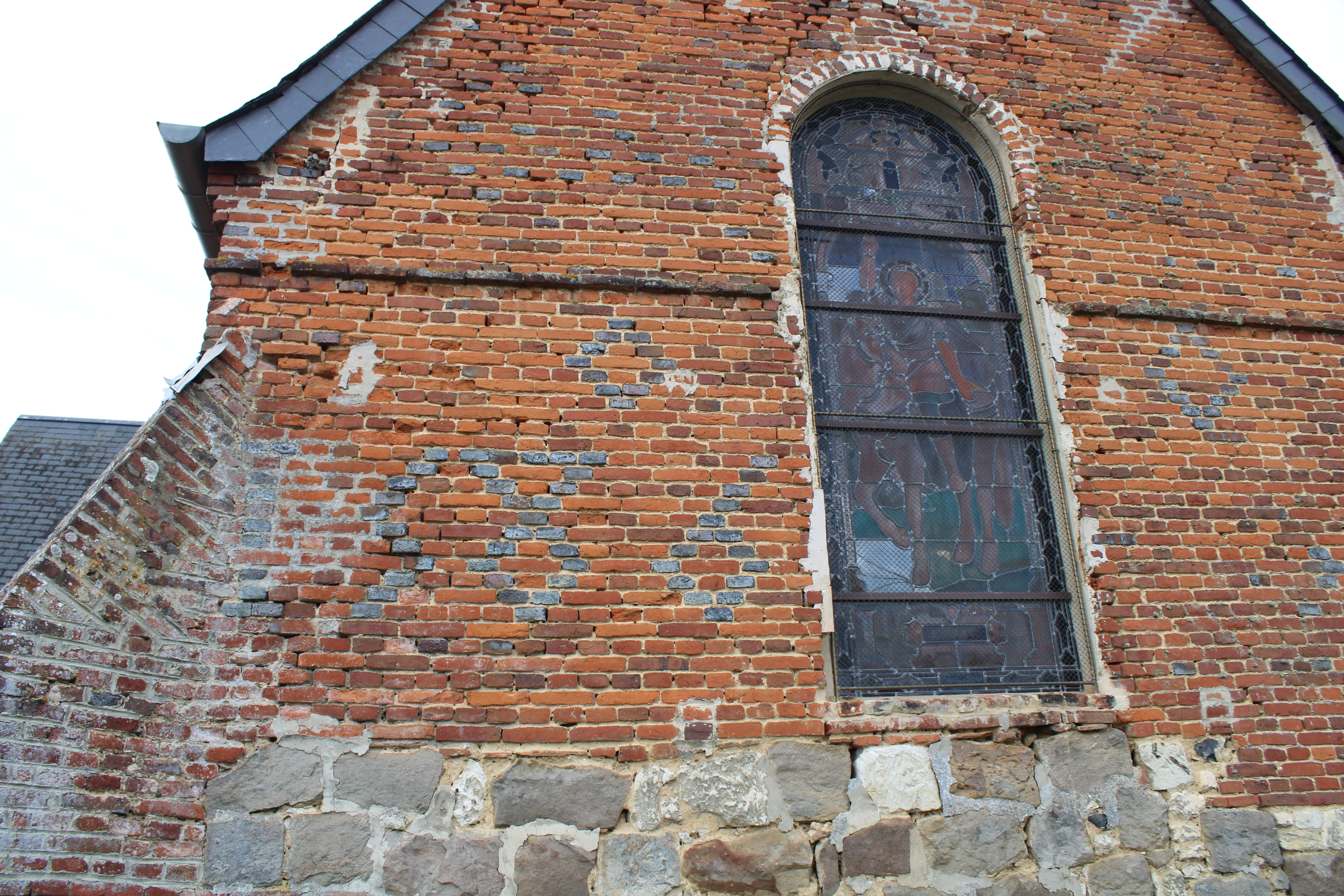
Le chœur où est écrite en briques vernissées la date de 1586 .